# Jegor Jefremovič Ankudinov
Jegor Jefremovič Ankudinov, (rusko : Анкудинов Егор Ефремович) sovjetski letalski častnik, vojaški pilot in letalski as, * 10. april 1910, † 9. september 1994. 
Ankudinov je v svoji vojaški karieri dosegel 15 samostojnih zračnih zmag.

## Življenjepis
Bil je pripadnik 812. lovskega letalskega polka; opravil je 250 bojnih poletov in sodeloval v 70 zračnih bojih.

## Odlikovanja
- heroj Sovjetske zveze